# Куб на Рубик
Вижте пояснителната страница за други значения на Рубик.
най-бързо решавано е за 2.23 сек.
Кубчето на Рубик, е механична главоблъсканица, изобретена през 1974 г. от унгарския скулптор и професор по архитектура Ерньо Рубик.
Първоначално кубът на Рубик е наречен от създателя си магически куб, но е преименуван на куб на Рубик  от Майкъл Егнот през 1980 г. Според друга версия преименуването настъпва през 1976 г. в Англия, когато Дейвид Сингмастър продава екземпляри от играчката в Опън Юнивърсити. Той печели немската награда „Игра на годината“ за най-добра главоблъсканица през 1980 г. Смята се за най-добре продаваната играчка в света с над 350 милиона продадени екземпляра по света.

## Видове
Играчаката има много варианти, като най-известни са NxNxNвете който представляват кубове с определен брой части на всяка страна, който стигат от 2х2х2 до 49x49x49. Кубчето има и и хиляди други варианти, много от който не са с форма на куб, като най известени са Пираминкса - пъзел във формата на пирамида и Скюба - куб със 8 ъгъла и 6 центъра като ъглите се въртят заедно с центрите около тях. Обикновено полетата на куба са покрити с лепенки в шест цвята — по един за всяка страна на куба. Когато главоблъсканицата е решена, всяка страна има един цвят. Съществуват алгоритми за правилното нареждане на куба.
Оригиналният вариант на куба (3×3×3) празнува двадесет и петия си юбилей през 2005 г., когато е разпространена специална негова версия в представителна кутия, като лепенката на средното бяло поле е заменена с огледална повърхност с емблемата „Куб на Рубик 1980 – 2005“.

## Състезания и рекорди
През 1982 г. се провежда първото световно състезание по подреждане на куба на Рубик. Тогава виетнамецът Мин Тай представя САЩ и печели състезанието с невероятните за онова време 22,95 секунди.
Световният рекорд за подреждане на куба 3x3x3 е 3,13 секунди и принадлежи на американеца Макс Парк.Съществува и рекорд за средно от 5 времена, където се премахват най-доброто и най-лошото по време нареждане и се изчислява средното от останалите 3. Този рекорд се държи от китаеца И Хен Уанг със 4,09 секунди. Българските рекорди са 5,41 за подреждане и 7,06 за средно, двата на направени от Ивайло Вичев.г
Има и рекорди за различни кубчета като 2х2х2 и 4х4х4 който са 0.43 за 2х2х2 от Теодор Знайдер и 15.71 за 4х4х4 от Макс Парк. Българските рекорди са 0.62 за 2х2х2 от Йоан Стефанов и 26.25 за 4х4х4 от Ивайло Вичев.
Кубчето на Рубик (вариантът 3x3x3) има 43 252 003 274 489 856 000 различни конфигурации. Само една от тях е подреденият куб. За да се мине през всички конфигурации, по една на секунда, ще са нужни повече от 1 370 000 000 000 години, което е сто пъти повече от възрастта на Вселената — около 13 милиарда години.

## Алгоритми

### God's number (Божието число)
Така нареченото "Божие число" представлява най-големия брой движения нужни за нареждане всяко разбъркване, като се казва така заради идеята, че на Бог биха му били нужни максимум толкова движения за да нареди кубчета
Историята на търсенето на Божието число започва около 1980 г., когато е открит пощенски списък за любителите на главоблъсканицата. Оттогава математици, програмисти и аматьори се стремят да намерят алгоритъм, който да нарежда куба на Рубик с минимален брой движения.
Започва се използването на различни начини за намиране на числото като главно се ползва метод в който се намира най-ниското и най-високото възможно Божие число като постенно се увеличава най-ниското и смалява най-високото докато двете число най-накрая се срещнат и се открие числото.
Открива се разбъркване наречено "Суперфлип" при което всеки ръб е завъртян на опаки докато останалото кубче е наредено. Доказва се че това разбъркване може да се нареди със минимум 20 движения, така се вдига минимума за Божието число.
Между временно се развива метод наречен "алгоритъм на Косиемба" който представлява превръщането на куба в състояние в което може да се реши само с завъртане на горната и долната страна, а останалите страни могат да се въртят само по 2 пъти. Така постепено се сваля максимума за Божието число.
През юли 2010 г. програмистът Томас Рокики от Пало Алто, учителят по математика Хърбърт Коцемба от Дармщат, математикът Морли Дейвидсън от университета в Кент и инженерът Джон Детридж в Google пускат финална компютърна програма с алгоритма на Косиемба която доказва че максимума за божието число е 20.
Така минимума и максимума са вече еднакви и се доказва че Божието число е 20